# 帕拉梅杜
帕拉梅杜（Palamedu），是印度泰米尔纳德邦Madurai县的一个城镇。总人口8187（2001年）。

## 人口
该地2001年总人口8187人，其中男性4127人，女性4060人；0—6岁人口1020人，其中男519人，女501人；识字率61.66%，其中男性为69.35%，女性为53.84%。